# 西村由紀江のやさしいピアノレッスン 世界の名曲を弾いてみよう
『西村由紀江のやさしいピアノレッスン 世界の名曲を弾いてみよう』（にしむらゆきえの やさしいピアノレッスン せかいの めいきょくを ひいてみよう）は、NHK教育テレビの「趣味悠々」の中で放送されたテレビ番組である。
「すぐに曲が弾ける」をテーマに、ジャズから映画音楽・クラシックまで、毎週1曲ずつ世界の名曲に挑戦する。

## 概要

### 放送日時
- 2006年6月7日 - 8月30日（全13回）
- 放送時間：毎週水曜日 午後10:00 - 10:25
- 再放送：毎週水曜日 午後12:30 - 12:55（本放送の翌週）

### 出演
- 講師：西村由紀江
- 司会：松本和也（NHKアナウンサー）
- 一般視聴者の生徒（各回1名）

### テキスト
- 日本放送協会・日本放送出版協会編／出版：日本放送出版協会、ISBN 978-4-14-188426-2

## 番組の流れ
1. レッスンの最初に西村が、やや難しくアレンジされたバージョンを弾き、曲の雰囲気を伝える。
2. 初心者用にアレンジした楽譜を使い、松本アナへのレッスンが始まる。
3. ピアノを習っている一般視聴者が登場し、西村からレッスンを受ける。一通り弾けたところで西村から課題が出され、最後の仕上げを目指す（この練習の間、ピアノ・エッセイが挟まれる）。
4. 「ピアノ・エッセイ」と題されたコーナー。西村自身のピアノ・音楽に対する考えや、音楽にまつわる様々なことを、松本アナとの対話形式で紹介していく。
5. 練習を終えた視聴者生徒が仕上げの演奏を披露。レッスン終了後、感想を一言述べる。
6. 次回のレッスン曲の予告をして番組終了。

## 放送内容
ピアノ・アレンジは全て西村による。
- 第1回 - 「ワン・ノート・サンバ」〜指1本で弾いてみよう〜
- 第2回 - 「クロース・トゥ・ユー」〜リズムにのって〜
- 第3回 - 「サテン・ドール」〜2本の指で弾いてみよう〜
- 第4回 - 「オーバー・ザ・レインボー」〜指も心も大きく広げて〜
- 第5回 - 「サウンド・オブ・ミュージック」〜指くぐりに挑戦〜
- 第6回 - 「ロミオとジュリエット」〜いよいよ両手。でも同時に弾かなくてもいいんです〜
- 第7回 - 「カサブランカ」〜気分を盛り上げて〜
- 第8回 - 「そよ風の誘惑」〜左手が単音でもきれいなハーモニーになるんです〜
- 第9回 - 「フィーリング」〜和音の響きを楽しもう〜
- 第10回 - 「シャル・ウィ・ダンス」〜両手が交差すると華麗でしょう?〜
- 第11回 - 「ムーンライト・セレナーデ」〜和音が変われば空気も変わる〜
- 第12回 - 「ムーン・リバー」〜おしゃれなコードにチャレンジ〜
- 第13回 - 「愛のあいさつ」〜ペダルは半分踏んで、半分休んで〜

## 備考
2007年発売の西村のアルバム 『あなたが輝くとき』 に、レッスンで使用した6曲（ワン・ノート・サンバ、クロース・トゥ・ユー、ロミオとジュリエット、そよ風の誘惑、ムーン・リバー、サウンド・オブ・ミュージック）が、ボーナスCDとして特別に収録された。